# Cichlidae in incertae sedis
Alcuni generi della famiglia Cichlidae sono ancora in attesa di una classificazione nelle varie sottofamiglie, pertanto si dicono in incertae sedis.

## Generi
- Divandu
- Etia
- Paretroplus